# Западно-Озёрное медно-колчеданное месторождение
Западно-Озёрное медно-колчеданное месторождение — месторождение России, расположено в Учалинском районе Республики Башкортостан. Кроме меди, руда месторождения содержит серу.
Запасы руды оцениваются в 45 млн. тонн.
Расположено около поселка Межозёрный Челябинской области.

## Характеристика месторождений
Разведаны запасы медных и серно-колчеданных руд.

## Операторы месторождений
Разрабатывает месторождение Уральская горно-металлургическая компания.